# Ztratila se nám planeta
Ztratila se nám planeta je třetí epizoda první řady animovaného seriálu Star Trek. Premiéra epizody v USA proběhla 22. září 1973, v České republice 9. listopadu 1997.

## Příběh
Píše se hvězdné datum 5371.3. Hvězdná loď USS Enterprise NCC-1701 pod velením kapitána Jamese Kirka se vydává prozkoumat kosmický oblak na okraji galaxie. V systému Pallace XIV ve kterém se nachází planeta Mantilla - nejvzdálenější planeta Spojené federace planet. Pan Spock hlásí, že oblak je zvláštním složením energie a hmoty. Při dalším pozorování posádka zjišťuje, že oblak doslova pozřel nedalekou planetu Alondra. Ještě horší zjištění je, že oblak dále míří k Mantile. Enterprise se vydává zachránit plně obydlenou planetu.
Spock zjišťuje, že v oblaku se vyskytují naprosto neznámé prvky, což nasvědčuje tomu, že pochází z jiné galaxie. Phasery na oblak nefungují a neopatrným přiblížením se loď dostává do oblaku. Zde se setkává neznámými objekty, které se podobají malým obláčkům. Dr. McCoy varuje, že jde o něco jako trávicí enzymy a tedy mohou loď doslova rozpustit. Vše uvnitř oblaku nasvědčuje tomu, že jde o vnitřnosti typu zažívacího systému velkého tvora. Kirk se tedy rozhoduje s lodí vniknout do centrální dutiny, která by měla fungovat jako žaludek a tím vesmírné bytosti vyvolat nechuť k pojídání planet.
Pro další průlet potřebuje Enterprise antihmotové štíty, protože celé okolí je poseto klky z antihmoty a při kontaktu by loď explodovala. Scotty hlásí, že jde o příliš velkou zátěž. Využijí tak jednoho klku pro nabití antihmotového štítu a dostávají se z oblasti pryč.
Spock zjišťuje, že bytost má také něco jako mozek. Kapitán jej chce zničit torpédy, protože jinak hrozní pozření planety s 80 miliony lidmi. Průzkum však ukazuje, že ani fotonová torpéda nebudou mít dostatek síly a jedinou cestou je zničit Enterprise. Poslední nadějí je ještě vulkánské splynutí myslí, ale protože není možný fyzický kontakt, Spock využívá přístrojů, aby se s tvorem spojil.
Spojení se daří a Spock telepaticky vysvětluje oblaku, že na planetách, které požírá jsou lidé a další živoucí bytosti. Oblak ale nechce věřit, že miniaturní bytosti mohou být živé a tak si s ním Spock vyměňuje vědomí. Když se bytost ve Spockově těle porozhlédne po Enterprise a uvidí na monitoru, jak vypadají lidé, nechává se přesvědčit, že se musí vrátit na místo svého vzniku. Nechce jíst jiné, živoucí bytosti.
Když se Kirk ptá Spocka, co viděl jako ohromné vesmírné mračno, Spock odvětí, že zázraky celého vesmíru.